# Église Saint-Simond d'Aix-les-Bains
L’église de Saint-Simond ou Saint-Simon, voire Saint-Sigismond, est une église paroissiale construite au XXe siècle dans le quartier Saint-Simond de la ville d'Aix-les-Bains en Savoie.

## Histoire
Une paroisse fut supprimée à la Révolution avant d'être reconstituée dans les années 1960 accompagnée d'une nouvelle église formant aujourd'hui l'église paroissiale de Saint-Simond, due aux plans de l'architecte Maurice Novarina. Un clocher fut par ailleurs rajouté en 1977.